# Amtsgericht Wollin
Das Amtsgericht Wollin war ein preußisches Amtsgericht mit Sitz in Wollin, Provinz Pommern.

## Geschichte
In Wollin bestand von 1849 bis 1879 die Gerichtskommission Wollin des Kreisgerichts Cammin. Das königlich preußische Amtsgericht Wollin wurde mit Wirkung zum 1. Oktober 1879 als eines von 14 Amtsgerichten im Bezirk des Landgerichtes Stettin im Bezirk des Oberlandesgerichtes Stettin gebildet. Der Sitz des Gerichtes war Wollin. Sein Gerichtsbezirk umfasste aus dem Kreis Cammin die Amtsbezirke Hagen, Marthenthin, Groß Weckow und Zebbin, den Amtsbezirk Pribbernow ohne den Gemeindebezirk Sabessow und den Gemeinde- und Gutsbezirk Pribbernow, den Amtsbezirk Rißnow ohne den Teil, der dem Amtsgericht Stepenitz zugeordnet war, und aus dem Amtsbezirk Fiskalische Gewässer den vorlängs der Landgrenze des Gerichtsbezirkes gelegenen Teil. Aus dem Kreis Usedom-Wollin gehörten zum Gerichtsbezirk der Stadtbezirk Wollin, die Amtsbezirke Codram, Lebbin, Misdroy, Groß-Mockratz, Marnow (Forstrevier) und Martow, der Amtsbezirk Chinnow ohne die Gemeindebezirke West-Dievenow und Heidebrink mit Stutwiesen und aus dem Amtsbezirk Haff der vorlängs der Landgrenze des Gerichtsbezirkes gelegene Teil. Am Gericht bestanden 1880 zwei Richterstellen. Das Amtsgericht war damit ein mittelgroßes Amtsgericht im Landgerichtsbezirk.
Im Jahre 1945 wurden der größte Teil Pommerns, darunter der größte Teil des Sprengels des Amtsgerichtes Wollin, unter polnische Verwaltung gestellt und die deutschen Bewohner vertrieben. Damit endete die Geschichte des Amtsgerichtes Wollin.